# Long Hải, Chương Châu
Long Hải (tiếng Trung: 龙海区, Hán Việt: Long Hải khu) là một quận thuộc thành phố Chương Châu, tỉnh Phúc Kiến, Cộng hòa Nhân dân Trung Hoa. Quận có 1 nhai đạo, 11 trấn, 1 hương và 1 hương dân tộc.